# EUCIP Core
EUCIP Core, o EUCIP Base, è la certificazione EUCIP delle conoscenze chiave per tutti i 21 profili professionali elettivi ed attinenti alle competenze di base relative alle tre aree in cui è organizzato il Syllabus:
- Pianificazione (plan), (scarica dal sito EUCIP il Syllabus EUCIP Core, Pianificazione Archiviato il 4 dicembre 2010 in Internet Archive.);
- Realizzazione (build), (scarica dal sito EUCIP il Syllabus EUCIP Core, Realizzazione Archiviato il 4 dicembre 2010 in Internet Archive.);
- Esercizio (operate), (scarica dal sito EUCIP il Syllabus EUCIP Core, Esercizio Archiviato il 4 dicembre 2010 in Internet Archive.).

I test e i criteri di valutazione sono definiti a livello internazionale e sono gli stessi in tutti i paesi.
Al superamento delle 3 prove, da sostenere presso un Centro di Competenza EUCIP, AICA, responsabile di EUCIP per l'Italia, rilascia un diploma attestante il livello e il tipo di certificazione conseguita.

## Area Pianificazione
L'area Pianificazione, Plan, riguarda l'utilizzo delle tecnologie dell'informazione e della comunicazione all'interno delle organizzazioni.
Per superare l'esame relativo a quest'area è necessario dimostrare di conoscere tipi e strutture delle organizzazioni e ruolo delle ICT al loro interno, problematiche della gestione aziendale, della conduzione di un progetto, della collaborazione e della comunicazione, degli aspetti legali e di quelli relativi alla sicurezza.
Queste la categorie indagate:
- A.1 Le organizzazioni e il loro impiego dell'IT
- A.2 Gestione delle tecnologie informatiche
- A.3 Misurazione del valore dell'IT
- A.4 L'economia globale della rete
- A.5 Gestione di progetto
- A.6 Collaborazione e comunicazione
- A.7 Aspetti legali ed etica professionale

## Area Realizzazione
L'area Realizzazione, Build, riguarda gli aspetti tecnici di progettazione, specifica, sviluppo, collaudo, integrazione e rilasci dei sistemi informatici. Per superare l'esame relativo a quest'area è necessario dimostrare di conoscere il ciclo di sviluppo del software e le tendenze in atto a questo riguardo. Dovrà, in particolare, dimostrare di saper operare, per quanto a livello base, sia sui data base, che sulla programmazione che sulla progettazione e sviluppo web.
Queste la categorie indagate:
- B.1 Processo e metodi per lo sviluppo dei sistemi (Systems Development Process and Methods)
- B.2 Gestione dei dati e basi di dati (Data Management and Databases)
- B.3 Programmazione (Programming)
- B.4 Interfaccia utente e web design (User Interface and Web Design)

## Area Esercizio
L'area Esercizio, Operate, riguarda le reti e in genere i servizi di comunicazione di un'infrastruttura IT. Per superare l'esame relativo a quest'area è necessario dimostrare di conoscere le strutture hardware, i sistemi operativi, i protocolli di comunicazione ed i principi relativi alla gestione dei servizi di rete fra cui la posta ed il web.
Queste la categorie indagate:
- C.1 Componenti e architetture di elaborazione (Computing Components and Architecture)
- C.2 Sistemi operativi (Operating Systems)
- C.3 Comunicazione e reti (Communications and Networks)
- C.4 Servizi di rete (Network Services)
- C.5 Sistemi di elaborazione mobili e senza fili (Wireless and Mobile Computing)
- C.6 Gestione di reti (Network Management)
- C.7 Erogazione di servizi di supporto (Service Delivery and Support)

## EUCIP core e certificazione EUCIP elective
La certificazione EUCIP core è obbligatoria per accedere alla certificazione relativa ad uno dei 21 profili elettivi EUCIP.

## EUCIP core nella scuola
Nell'anno scolastico 2010-2011, su proposta di AICA, Associazione italiana per l'informatica ed il calcolo automatico, e con l'accordo del MIUR, tre istituti ad indirizzo economico Mercurio - il Romanazzi di Bari, il Fermi di Pontedera e il Baffi di Fiumicino - hanno avviato una sperimentazione di percorsi curricolari basati su EUCIP core con l'obiettivo di far conseguire agli studenti, nel corso del triennio, la certificazione EUCIP core (si veda "EUCIP core curricolare: un convegno a Pisa promosso dal “Fermi” di Pontedera").
A partire dai positivi risultati di tale sperimentazione è in atto l'introduzione di EUCIP core negli indirizzi Sistemi Informativi Aziendali di circa 80 scuole su tutto il territorio italiano (Si veda la mappa).